# Benedek Fliegauf
Benedek Fliegauf (ur. 15 sierpnia 1974 w Budapeszcie) – węgierski reżyser i scenarzysta filmowy. 
Jego dwa pierwsze filmy Gąszcz (2003) i Dealer (2004) doceniono na 53. i 54. MFF w Berlinie. Największy sukces odniósł filmem To tylko wiatr (2012) o atakach na społeczność Romów na Węgrzech. Obraz przyniósł reżyserowi Srebrnego Niedźwiedzia  – Grand Prix Jury na 62. MFF w Berlinie.